# Метоксетамин
Метоксетамин (MXE) — диссоциатив класса арилциклогексиламинов. В плане диссоциативного эффекта, МХЕ более сильнодействующий (в два-три раза) аналог кетамина. Как и кетамин, действует как антагонист NMDA-рецепторов и ингибитор обратного захвата дофамина, хотя он не был официально описан фармакологически. Метоксетамин отличается от многих других диссоциативных анестетиков из класса арилциклогексиламинов в том, что он был специально разработан для продажи на «сером рынке».

## Получение
В результате взаимодействия циклопентилмагнийбромида с 3-метоксибензонитрилом происходит образование 3-метоксифенилциклопентилкетона, который далее бромируется в альфа-положение к кетогруппе. Полученный бромкетон превращают в основание Шиффа с этиламином, которое затем при нагревании перегруппировывается с образованием метоксетамина.

## Дозировки

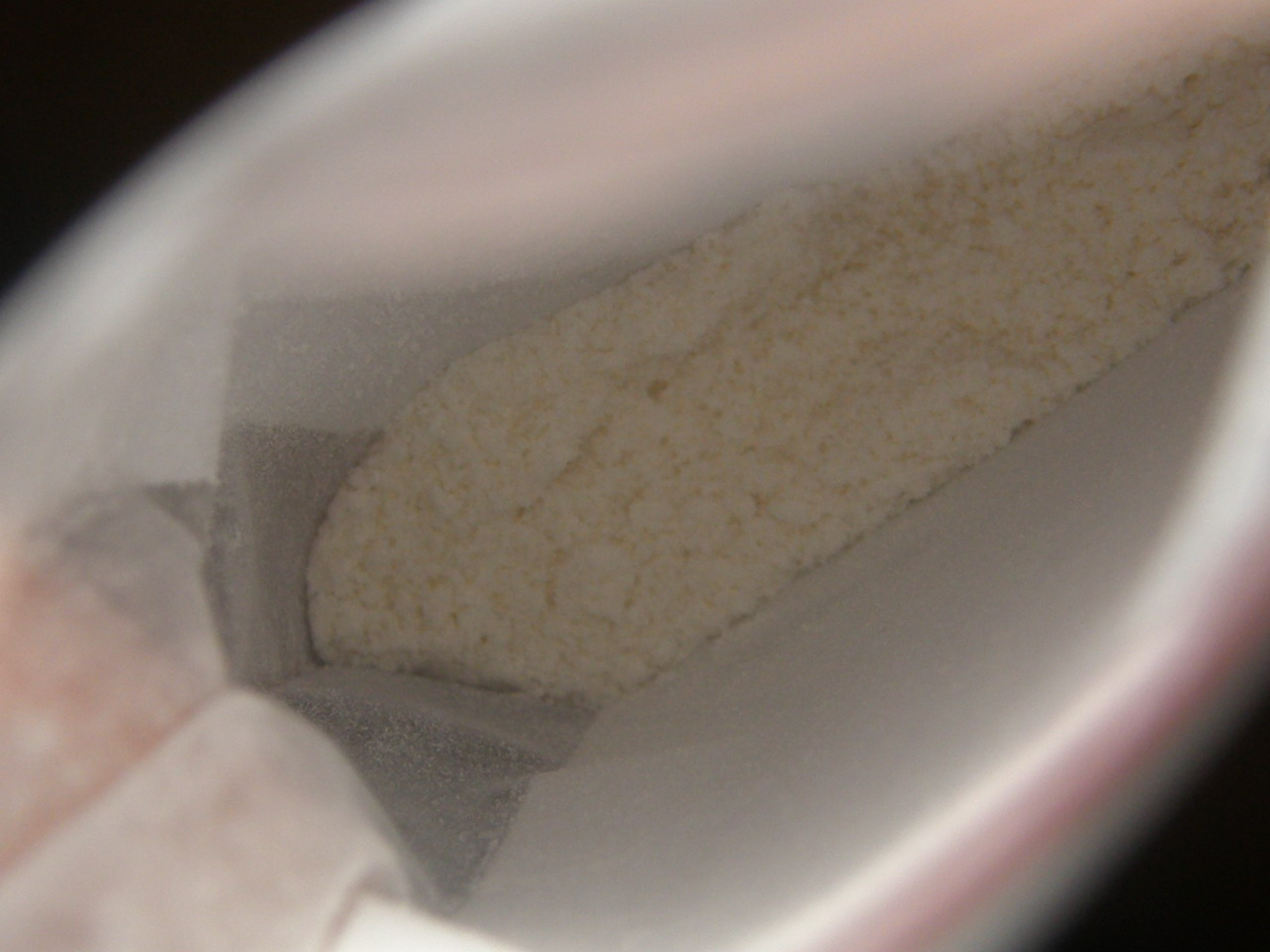
Метоксетамин в виде порошка

Данные Erowid (для перорального приёма препарата):
- Пороговая: 8—20 мг
- Лёгкая: 10—30 мг
- Средняя: 40—60 мг
- Сильная: 50—100+ мг.

ВОЗ указывает следующий диапазон дозировок: 40—100 мг при пероральном употреблении, 20—100 мг интраназально, 10—80 мг при введении внутримышечно.
Первые эффекты: ≈15—20 мин 

Выход на пик действия: через 20—25 мин 

Окончание пика действия: через 1,5—2 часа 

Пост-эффект: 1—4 часа.

## Эффекты
- Низкие дозы: эйфория, повышенная эмпатия, раскоординация движений, последовательности.
- Средние дозы: растерянность, психическое возбуждение. Также могут быть непредсказуемые психоделические эффекты.
- Высокие дозы: полная диссоциация, деперсонализация, галлюцинации.

Побочные эффекты приёма метоксетамина могут включать в себя: тахикардию, гипертонию, тошноту, рвоту и диарею.
MXE имеет эффект, аналогичный кетамину. Как и кетамин, было обнаружено, что MXE вызывает воспаление мочевого пузыря и фиброз после длительного введения высоких доз мышам, хотя используемые дозы были довольно большими. Считалось, что он обладает опиоидными свойствами из-за его структурного сходства с 3-HO-PCP,  но это предположение не подтверждается данными, которые показывают незначительное сродство соединения к μ-опиоидному рецептору.

## Правовой статус
6 октября 2011 года метоксетамин, а также его производные, занесены в Список I наркотических средств и психотропных веществ, оборот которых в Российской Федерации запрещён .
В Швейцарии MXE запрещён с декабря 2011 года .